# Pueblo Village
Le Pueblo Village est un site archéologique du comté de Montezuma, dans le Colorado, aux États-Unis. Situé sur la Wetherill Mesa, il est protégé au sein du parc national de Mesa Verde. Avec la Badger House, les Basketmaker Pithouses et la Two Raven House, il forme la Badger House Community.